# Dennis Atiyeh
Dennis Atiyeh (* 18. prosince 1963) je syrský zápasník, specializující se na volný styl. V roce 1988 se zúčastnil her v Soulu, kde v kategorii do 130 kg vypadl ve třetím kole. V prvním kole podlehl později celkově prvnímu Gobezhishvilimu ze Sovětského svazu, ve druhém měl volný los a ve třetím podlehl Atanassovovi z Bulharska.